# Hinton St George
Hinton St George is een civil parish in het bestuurlijke gebied South Somerset, in het Engelse graafschap Somerset met 442 inwoners.

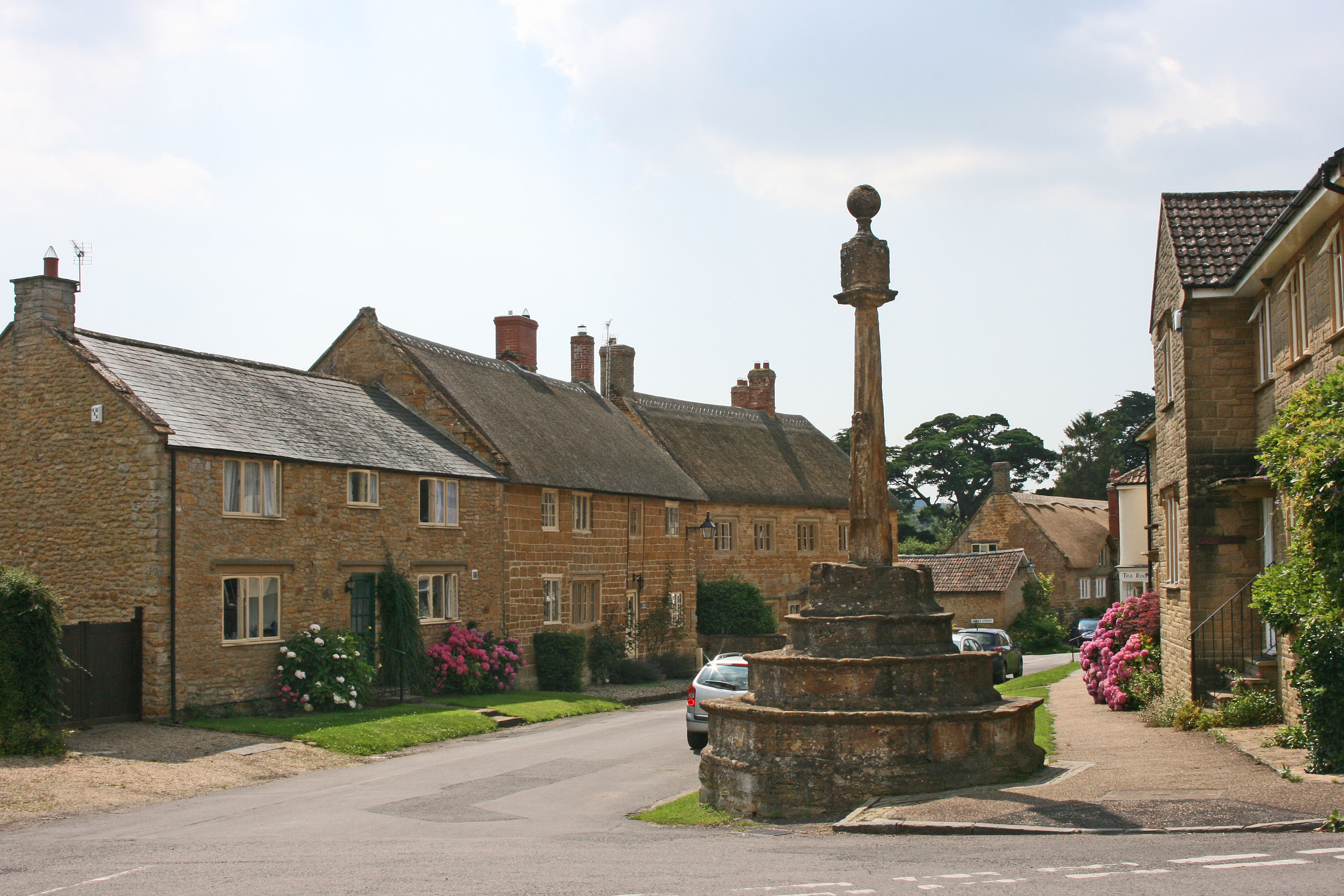